# النقرة (الكويت)
النقرة، منطقة من مناطق محافظة حولي في الكويت. ومن شوارعها شارع العثمان وشارع ابن خلدون وبها مجمع النقرة الشمالي ومجمع النقرة الجنوبي وكانت تضم أيضا ثانوية حولي للبنين. ومن معالمها أيضا دوار الكرد.